# Mistrzostwa Polski w Łyżwiarstwie Figurowym 2020
Mistrzostwa Polski w łyżwiarstwie figurowym 2020 – zawody mające na celu wyłonienie najlepszych łyżwiarzy figurowych w Polsce. W ramach mistrzostw Polski rozgrywano:
- Mistrzostwa Polski Seniorów, Mistrzostwa Polski Juniorów (pary taneczne) – 12–15 grudnia 2019 w Ostrawie (Mistrzostwa Czterech Narodów)
- Mistrzostwa Polski Juniorów (soliści, solistki) – 7–8 lutego 2020 w Krynicy-Zdroju
- Mistrzostwa Polski Młodzików – 20–22 marca 2020 w Katowicach
- Mistrzostwa Polski Novice / Młodzieżowe Mistrzostwa Polski – 26–29 marca 2020 w Cieszynie
- Mistrzostwa Polski w łyżwiarstwie synchronicznym – 30 listopada–1 grudnia 2019 w Toruniu

## Wyniki

### Kategoria seniorów

#### Soliści
| Poz. | Zawodnik          | Klub              | Nota łączna | SP | SP    | FS | FS     |
| ---- | ----------------- | ----------------- | ----------- | -- | ----- | -- | ------ |
| 1    | Michaił Mogilen   | MKS Axel Toruń    | 175,45      | 2  | 57,20 | 1  | 118,25 |
| 2    | Łukasz Kędzierski | MKŁ Łódź          | 161,84      | 1  | 61,58 | 2  | 100,26 |
| 3    | Miłosz Witkowski  | ŁTŁF Łódź         | 125,34      | 3  | 44,39 | 4  | 80,95  |
| 4    | Michał Woźniak    | ŁKS Soła Oświęcim | 124,17      | 4  | 41,65 | 3  | 82,52  |

#### Solistki
| Poz. | Zawodniczka          | Klub                    | Nota łączna | SP | SP    | FS | FS     |
| ---- | -------------------- | ----------------------- | ----------- | -- | ----- | -- | ------ |
| 1    | Jekatierina Kurakowa | MKS Axel Toruń          | 177,96      | 1  | 57,30 | 1  | 120,66 |
| 2    | Oliwia Rzepiel       | UKŁF Ochota Warszawa    | 115,41      | 3  | 39,36 | 5  | 76,05  |
| 3    | Elżbieta Gabryszak   | ŁKS Soła Oświęcim       | 107,08      | 2  | 41,47 | 6  | 65,61  |
| 4    | Magdalena Zawadzka   | ŁKS Soła Oświęcim       | 105,76      | 4  | 36,67 | 4  | 69,09  |
| 5    | Jelizawieta Surowa   | MKS Rewia Warszawa      | 100,95      | 7  | 31,62 | 3  | 69,33  |
| 6    | Agnieszka Rejment    | MKS Axel Toruń          | 100,52      | 6  | 34,17 | 5  | 66,35  |
| 7    | Amelia Rams          | GKS Stoczniowiec Gdańsk | 92,99       | 5  | 35,01 | 7  | 57,98  |

#### Pary taneczne
| Poz. | Zawodnicy                                  | Klub                    | Nota łączna | RD | RD    | FD | FD     |
| ---- | ------------------------------------------ | ----------------------- | ----------- | -- | ----- | -- | ------ |
| 1    | Natalia Kaliszek / Maksym Spodyriew        | MKS Axel Toruń          | 187,50      | 1  | 75,31 | 1  | 112,19 |
| 2    | Justyna Plutowska / Jérémie Flemin         | GKS Stoczniowiec Gdańsk | 164,79      | 2  | 65,44 | 2  | 99,35  |
| 3    | Anastasija Polibina / Pawieł Gołowisznikow | MKS Axel Toruń          | 151,51      | 3  | 59,38 | 3  | 92,13  |
| 4    | Jenna Hertenstein / Damian Binkowski       | MKS Axel Toruń          | 128,37      | 4  | 49,20 | 4  | 79,17  |

### Kategoria juniorów

#### Soliści
| Poz. | Zawodnik            | Klub                    | Nota łączna | SP | SP    | FS | FS     |
| ---- | ------------------- | ----------------------- | ----------- | -- | ----- | -- | ------ |
| 1    | Kornel Witkowski    | ŁTŁF Łódź               | 174,07      | 2  | 56,03 | 1  | 118,04 |
| 2    | Michaił Mogilen     | MKS Axel Toruń          | 167,48      | 1  | 62,58 | 2  | 104,90 |
| 3    | Jakub Lofek         | UKŁF Unia Oświecim      | 142,48      | 3  | 48,40 | 3  | 94,08  |
| 4    | Jegor Chłopkow      | MUKS Euro6 Warszawa     | 136,67      | 4  | 44,22 | 4  | 92,45  |
| 5    | Marcin Sypniewski   | MKŁ Łódź                | 120,48      | 5  | 42,29 | 5  | 78,19  |
| 6    | Ludwik Piksa        | GKS Stoczniowiec Gdańsk | 106,31      | 6  | 38,54 | 6  | 67,77  |
| 7    | Szymon Derechowski  | UKŁF Spin Katowice      | 95,49       | 7  | 36,77 | 7  | 58,72  |
| 8    | Andrzej Nakonieczny | UKŁF Unia Oświecim      | 82,70       | 8  | 25,95 | 8  | 56,75  |

#### Solistki
| Poz. | Zawodniczka          | Klub                 | Nota łączna | SP  | SP    | FS  | FS     |
| ---- | -------------------- | -------------------- | ----------- | --- | ----- | --- | ------ |
| 1    | Jekatierina Kurakowa | MKS Axel Toruń       | 184,07      | 1   | 62,49 | 1   | 121,58 |
| 2    | Oliwia Rzepiel       | UKŁF Ochota Warszawa | 127,37      | 2   | 47,58 | 3   | 79,79  |
| 3    | Karolina Białas      | UKŁF Spin Katowice   | 115,50      | 9   | 32,81 | 2   | 82,69  |
| 4    | Vanessa Jasiewicz    | UKŁF Ochota Warszawa | 110,71      | 4   | 39,21 | 4   | 71,50  |
| 5    | Jelizawieta Surowa   | MKS Rewia Warszawa   | 110,34      | 3   | 40,09 | 5   | 70,25  |
| 6    | Amelia Żurek         | UKŁF Ochota Warszawa | 103,23      | 5   | 35,99 | 6   | 67,24  |
| 7    | Anna Hernik          | ŁKS Soła Oświecim    | 98,72       | 6   | 35,12 | 7   | 63,60  |
| 8    | Zuzanna Medela       | UKŁF Unia Oświecim   | 96,10       | 7   | 33,98 | 8   | 62,12  |
| 9    | Natalia Lerka        | MKŁ Łódź             | 94,97       | 8   | 33,23 | 9   | 61,74  |
| 10   | Nicola Adamczyk      | ŁKS Soła Oświęcim    | 92,65       | 10  | 32,27 | 10  | 60,38  |
| 11   | Marija Krycka        | MUKS Euro6 Warszawa  | 87,90       | 12  | 30,63 | 12  | 57,27  |
| 12   | Marta Jowko          | MUKS Euro6 Warszawa  | 87,18       | 15  | 29,13 | 11  | 58,05  |
| 13   | Maria Kudla          | MUKS Euro6 Warszawa  | 85,16       | 11  | 30,92 | 13  | 54,24  |
| 14   | Maja Marczak         | UKŁF Ochota Warszawa | 82,11       | 13  | 30,40 | 16  | 51,71  |
| 15   | Angelika Knap        | UKŁF Unia Oświecim   | 80,84       | 16  | 28,27 | 15  | 52,57  |
| 16   | Laura Szczęsna       | MKŁ Łódź             | 80,59       | 17  | 27,99 | 14  | 52,60  |
| 17   | Antonina Ziendara    | FSA Warszawa         | 72,48       | 18  | 23,84 | 17  | 48,64  |
| 18   | Tatiana Kasprzyk     | UKŁF Spin Katowice   | 65,18       | 20  | 20,77 | 18  | 44,41  |
| 19   | Kamila Chamielec     | ŁKS Soła Oświęcim    | 63,08       | 19  | 23,27 | 19  | 39,81  |
| WD   | Amelia Konik         | UKŁF Unia Oświecim   | DNS         | DNS | DNS   | DNS | DNS    |

#### Pary taneczne
| Poz. | Zawodnicy                          | Klub           | Nota łączna | RD | RD    | FD | FD    |
| ---- | ---------------------------------- | -------------- | ----------- | -- | ----- | -- | ----- |
| 1    | Oliwia Borowska / Filip Bojanowski | MKS Axel Toruń | 115,31      | 1  | 48,17 | 1  | 67,15 |
| 2    | Olivia Oliver / Joshua Andari      | MKŁ Łódź       | 105,33      | 2  | 39,93 | 2  | 65,40 |